# Traidenis
Traidenis (in polacco: Trojden, in bielorusso: Трайдзень, trasl. Trajdzień; 1220 circa – Kernavė, 1282) fu granduca di Lituania dal 1270 fino al 1282. È il secondo più influente sovrano della Lituania del XIII secolo dopo Mindaugas. Il suo dominio pose fine ad un periodo di agitazione durato sette anni dovuto all'assassinio di Mindaugas nel 1263. Inoltre, chiuse le parentesi dei due predecessori di fede cristiana, Traidenis ripristinò il paganesimo e il Granducato sarebbe rimasto da allora fedele al paganesimo per più di un secolo.
Traidenis espanse il Granducato nei territori abitati dai sudoviani e dai semgalli e rafforzò la sua influenza nella Rutenia Nera. A differenza di Mindaugas, Traidenis non si concentrò sull'espansione verso est.

## Biografia

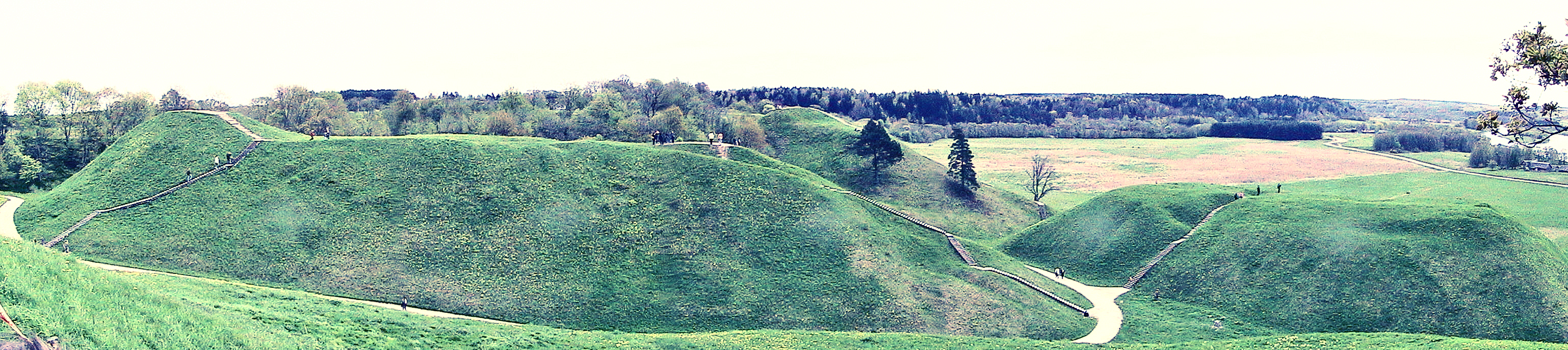
Fortezza di collina situata a Kernavė, la sede ducale di Traidenis

Mentre gli ascendenti di Traidenis sono sconosciuti, è noto che provenisse dall'Aukštaitija, poiché era duca di Kernavė.
Le circostanze con cui Traidenis assunse il potere sono poco chiare, ma sono state parzialmente ricostruite dagli storici. Nel 1269, quando Švarnas era ancora in vita, il Granducato risultava ambito da Traidenis, Vasilko Romanovič (figlio di Danilo di Galizia e fratello di Švarnas) e i sostenitori di Vaišelga (primo figlio di Mindaugas che era stato ucciso da Leone I di Galizia, anche lui figlio di Danilo). Traidenis riuscì ad allontanare i fedelissimi di Vaišelga dalla Lituania e quando Švarnas morì il potere risultava conteso con il solo Vasilko. Fin dal suo insediamento, la minaccia più consistente fu rappresentata dal Principato di Galizia-Volinia: il sovrano lituano riuscì a disinnescarla siglando un trattato di pace con Leone di Galizia. Nonostante il supporto fornito dai mongoli al Principato, Traidenis riuscì a prevalere in battaglia e il suo controllo sulla Rutenia Nera (le cui principali città erano Navahradak, Hrodna e Slonim) fu rafforzato. Traidenis pianificò incursioni anche in Polonia, in particolare nei dintorni di Lublino e Łęczyca, le quali proseguirono con una certa costanza fino al 1306 circa. Queste incursioni non avvennero però nel Ducato di Masovia poiché Traidenis stabilì un legame dinastico dando in sposa sua figlia Gaudemunda a uno dei duchi locali. Tale relazione genealogica fu ulteriormente coltivata da Gediminas e procedette ben oltre nel tempo.
Traidenis, di fede pagana e contrario alle politiche di colonizzazione teutonica, riuscì anche a combattere con l'Ordine di Livonia. Nel 1270 vinse la battaglia di Karuse, combatté sul ghiaccio vicino a Saaremaa e uccise Otto von Lutterberg, Landmeister dell'Ordine. Andreas von Westfalen, un membro dei cavalieri che ricoprì ad interim la carica di Gran Maestro fino alla successiva elezione, cercò una rapida vendetta, ma venne anch'egli piegato da Traidenis. Fu poco prima del 1272 che l'Ordine si vendicò attaccando la Semigallia e costruendo il castello di Dinaburg nel 1273 su terre nominalmente controllate dalla Lituania. Nonostante disponesse di quattro macchine d'assedio in grado di lanciare pietre, non fu in grado di espugnare la nuova fortezza e dovette ritirarsi nel 1278. Nel 1279 i livoniani attaccarono le terre lituane e giunsero fino a Kernavė, ma sulla via del ritorno subirono una grande sconfitta nella battaglia di Aizkraukle. Il neoeletto maestro dell'Ordine, Ernst von Rassburg, divenne il terzo maestro ad essere ucciso da Traidenis. La sconfitta incoraggiò i semgalli conquistati a ribellarsi. Questi, guidati da Nameisis, si dichiararono disponibili a riconoscere la supremazia della Lituania sul loro territorio: in cambio, fu chiesta l'assistenza di Traidenis. Nel 1281, il Granduca era impegnato nella conquista del castello di Jersika, nell'attuale Distretto di Preiļi: avendo fatto breccia nella fortificazione, fu in grado di scambiarlo con il castello di Dinaburg.
Traidenis morì poco dopo e l'assistenza che intendeva offrire ai semgalli, sfiniti da guerre costanti, svanì con lui. Traidenis è il primo duca lituano di cui si ha notizia ad essere morto per cause naturali. Tutti gli altri prima di lui furono assassinati o uccisi in battaglia. Durante gli anni in cui governò la Lituania, riuscì ad accelerare il processo di crescita del Granducato fino all'affermazione della dinastia gediminide, epoca in cui si toccò il massimo apice.

## Famiglia

### Fratelli
- Bardis, Liesis e Svalkenis erano di religione ortodossa e morirono nel corso della guerra con la Galizia-Volinia[4]
- Sirputis aiutò suo fratello nelle campagne militari

### Figlia
- Gaudemunda andò in sposa a Boleslao II di Masovia e divenne così duchessa di Masovia